# دیوید وستین
دیوید وستین (انگلیسی: David Westin؛ زادهٔ ۲۹ ژوئیهٔ ۱۹۵۲) کارآفرین، مدیر اجرایی، خبرنگار و گوینده اخبار اهل ایالات متحده آمریکا است.